# 23 ديسمبر
- السبت
- الأحد
- الاثنين
- الثلاثاء
- الأربعاء
- الخميس
- الجمعة

- 298 جمادى الآخرة 1447  هـ
- 309 جمادى الآخرة 1447  هـ
- 110 جمادى الآخرة 1447  هـ
- 211 جمادى الآخرة 1447  هـ
- 312 جمادى الآخرة 1447  هـ
- 413 جمادى الآخرة 1447  هـ
- 514 جمادى الآخرة 1447  هـ
- 615 جمادى الآخرة 1447  هـ
- 716 جمادى الآخرة 1447  هـ
- 817 جمادى الآخرة 1447  هـ
- 918 جمادى الآخرة 1447  هـ
- 1019 جمادى الآخرة 1447  هـ
- 1120 جمادى الآخرة 1447  هـ
- 1221 جمادى الآخرة 1447  هـ
- 1322 جمادى الآخرة 1447  هـ
- 1423 جمادى الآخرة 1447  هـ
- 1524 جمادى الآخرة 1447  هـ
- 1625 جمادى الآخرة 1447  هـ
- 1726 جمادى الآخرة 1447  هـ
- 1827 جمادى الآخرة 1447  هـ
- 1928 جمادى الآخرة 1447  هـ
- 2029 جمادى الآخرة 1447  هـ
- 211 رجب 1447  هـ
- 222 رجب 1447  هـ
- 233 رجب 1447  هـ
- 244 رجب 1447  هـ
- 255 رجب 1447  هـ
- 266 رجب 1447  هـ
- 277 رجب 1447  هـ
- 288 رجب 1447  هـ
- 299 رجب 1447  هـ
- 3010 رجب 1447  هـ
- 3111 رجب 1447  هـ
- 112 رجب 1447  هـ
- 213 رجب 1447  هـ

23 ديسمبر أو 23 كانون الأوَّل أو يوم 23 \ 12 (اليوم الثالث والعشرون من الشهر الثاني عشر) هو اليوم السابع والخمسون بعد الثلاثمائة (357) من السنة، أو الثامن والخمسون بعد الثلاثمائة (358) في السنوات الكبيسة، وفقًا للتقويم الميلادي الغربي (الغريغوري). يبقى بعده 8 أيَّام على انتهاء السنة.

## أحداث
- 962 - القوات البيزنطية تقتحم مدينة حلب خلال الحروب العربية البيزنطية تحت قيادة نقفور فوقاس، الذي صار إمبراطورًا فيما بعد.
- 1847 - استسلام الأمير عبد القادر الجزائري للفرنسيين.
- 1876 - الدولة العثمانية تعلن دستورها الأول.
- 1881 - دعوة أول مجلس نيابي مصري للإنعقاد.
- 1912 - تدشين سد أسوان في مصر.
- 1913 - تأسيس البنك المركزي الأمريكي.
- 1919 - الولايات المتحدة تطلق سفينة للإسعاف الطبي والتي تعتبر أول سفينة بالعالم بهذا المجال تحت اسم «ريليف».
- 1920 - ملك المملكة المتحدة جورج الخامس يوقع مرسوم استقلال أيرلندا التي تؤلف جزء من بريطانيا، ونص المرسوم على تقسيمها إلى شطرين شمالي وجنوبي.
- 1921 - السلطات الإنجليزية تعتقل سعد زغلول ورفاقه وتنفيهم إلى جزيرة سيشيل.
- 1922 - راديو BBC يبدأ البث للمرة الأولى.
- 1940 - شيانج كاي شيك يحل كل المنظمات الشيوعية في الصين.
- 1941 - القوات اليابانية تستولي على هونغ كونغ وحاكمها يستسلم لهم بعد يومين.
- 1953 - إعدام رئيس الاستخبارات السوفيتية لافرينتي بيريا والذي كان قد أقيل من منصبه في 10 يوليو 1953.
- 1955 - سوريا تطلب طرد إسرائيل من الأمم المتحدة.
- 1956 - إتمام انسحاب القوات البريطانية والفرنسية من قناة السويس.
- 1958 تدشين برج طوكيو، وهو أعلى برج حديدي في العالم.
- 1961 - الرئيس المصري جمال عبد الناصر يعلن تأميم كل ممتلكات الأجانب ويمنع دخول الفرنسيين إلى مصر بعد اعتقال أربعة منهم بتهمة التجسس والتآمر عليه.
- 1963 - جمال عبد الناصر يدعو لمؤتمر قمة عربي طارئ لمواجهة خطر تحويل إسرائيل لمياه نهر الأردن.
- 1968 - كوريا الشمالية تفرج عن 28 أمريكي من طاقم السفينة الأمريكية «يوبيلو» وذلك بعد أحد عشر شهر من احتجازهم بتهمة التجسس.
- 1973 - اجتماع منظمة الأقطار المصدرة للنفط / أوبك في طهران يقرر رفع أسعار البترول 400%.
- 1990 - إجراء استفتاء في سلوفينيا من أجل الاستقلال عن يوغوسلافيا، وكانت النتيجة موافقة 88% من السكان على الاستقلال.
- 1991 - القمة الإسلامية في دكار بالسنغال تسقط بند الجهاد من جدول أعمالها.
- 1995 - 540 قتيل بينهم 170 طفل بسبب حريق شب في مكان احتفال بالقرب من مدرسة ببلدة دابوالي الهندية.
- 2005 - تشاد تعلن الحرب على السودان بعد اتهامها بأحداث مدينة آدري التي ذهب ضحيتها 100 قتيل.
- 2008 -
  - الجيش الغيني يعلن حل الحكومة ووقف العمل بالدستور، ويعلن تشكيل مجلس استشاري يضم عسكريين ومدنيين لإدارة شؤون الدولة وذلك بعد وفاة الرئيس لانسانا كونتي.
  - رئيس مجلس النواب العراقي محمود المشهداني يستقيل من منصبة بعد ضغوط قام بها نواب في البرلمان طالبوا بإقالته على خلفية عدم قدرته على ضبط جلسات البرلمان.
- 2019 -
  - النيابة العامة السعودية تعلن صدور أحكام أولية بالقتل قصاصاً على 5 متهمين وسجن 3 آخرين في قضية مقتل الصحفي السعودي جمال خاشقجي، وبراءة أحمد عسيري وسعود القحطاني.
  - وفاة رئيس أركان الجيش الوطني الشعبي الجزائري الفريق أحمد قايد صالح بنوبة قلبية عن عمر ناهز 80 عامًا، وتعيين قائد القوات البرية اللواء السعيد شنقريحة خلفًا له بالنيابة.

## مواليد
- 245 - زنوبيا، ملكة مملكة تدمر.
- 1777 - الإمبراطور ألكسندر الأول، إمبراطور الإمبراطورية الروسية الرابع عشر.
- 1790 - جان فرانسوا شامبليون، عالم فرنسي قام بفك رموز الهيروغليفية.
- 1870 - عبد العزيز فهمي، قانوني وسياسي وشاعر مصري.
- 1896 - جوزيبي توماسي دي لامبيدوزا، كاتب إيطالي.
- 1907 - إبراهام شتيرن، مؤسس منظمة شتيرن الصهيونية.
- 1908 - يوسف كرش، مصور فوتوغرافي كندي.
- 1910 - كورت ماير، عسكري ألماني.
- 1911 - نيلس يرني، عالم دنماركي في علم المناعة حاصل على جائزة نوبل في الطب عام 1984.
- 1918 - هلموت شميت، مستشار ألمانيا.
- 1925 - محمد مزالي، سياسي تونسي.
- 1930 - كوثر شفيق، ممثلة مصرية.
- 1933 - الإمبراطور أكيهيتو، إمبراطور اليابان ال125.
- 1943 - الملكة سيلفيا، زوجة ملك السويد كارل السادس عشر غوستاف.
- 1950 - فسينتي ديل بوسكي، لاعب ومدرب كرة قدم إسباني.
- 1961 -
  - عزت القمحاوي، روائي مصري.
  - جورج وسوف، مغني ومطرب سوري.
- 1967 - كارلا بروني، مغنية إيطالية وزوجة الرئيس الفرنسي نيكولا ساركوزي.
- 1974 - أوغستين ديلغادو، لاعب كرة قدم إكوادوري.
- 1975 -
  - الأمير علي بن الحسين، رئيس الاتحاد الأردني لكرة القدم.
  - نور، ممثلة لبنانية.
- 1979 - كيني ميلار، لاعب كرة قدم اسكتلندي.
- 1980 - عمرو يوسف، مذيع وممثل مصري.
- 1984 - ريفان كنعان، ممثلة لبنانية مقيمة في السعودية.
- 1988 - إيري كامي، مغنية يابانية.
- 1992 - جيفيري شلاب، لاعب كرة قدم غاني.
- 2002 - فين ولفهارد، ممثل كندي.

## وفيات
- 668 - مار كبرئيل، قديس في الكنيسة السريانية الأرثوذكسية.
- 918 - الملك كونراد الأول، ملك مملكة ألمانيا.
- 1800 - أحمد العطار، فقيه مسلم وشاعر عربي عراقي.
- 1834 - توماس مالتوس، اقتصادي إنجليزي.
- 1937 - عثمان نوري هادزيتش، كاتب بوسني.
- 1948 - هيديكي توجو، رئيس وزراء اليابان.
- 1961 - كورت ماير، عسكري ألماني.
- 1953 - لافرينتي بيريا، رئيس المخابرات السوفيتية.
- 1962 - محمد السعيد الخلصي، شاعر تونسي.
- 1968 - ساطع الحصري، مفكر سوري وأحد مؤسسي الفكر القومي العربي.
- 1982 - ملك الجمل، ممثلة مصرية.
- 1985 - فرحات عباس، رئيس وزراء الجزائر.
- 1997 - عمر عبد الله الجاوي، كاتب وأديب يمني.
- 2001 - حمود يوسف النصف، سياسي كويتي.
- 2005 -
  - لايوس باروتي، لاعب ومدرب كرة قدم هنغاري.
  - إيميت ليث، فيزيائي أمريكي.
- 2008 - عبد القادر لطفي، ممثل مغربي.
- 2011 - محمود حافظ، عالم مصري في علم الحشرات.
- 2013 -
  - يوسف لطيف، عازف جاز أمريكي.
  - ميخائيل كلاشنيكوف، مخترع السلاح الآلي AK-47 والذي يُعرف باسمه: «كلاشينكوف».
- 2019 - أحمد قايد صالح، قائد عسكري جزائري.
- 2020 - عبد الرحيم ملوح، سياسي فلسطيني وعضو المكتب السياسي للجبهة الشعبية لتحرير فلسطين، وعضو في اللجنة التنفيذية لمنظمة التحرير الفلسطينية بين عامي 1991 و 2018.

## أعياد ومناسبات
- عيد ميلاد إمبراطور اليابان.
- عيد ميلاد الملكة سيلفيا في السويد.

## وصلات خارجية
- وكالة الأنباء القطريَّة: حدث في مثل هذا اليوم.
- النيويورك تايمز: حدث في مثل هذا اليوم.
- BBC: حدث في مثل هذا اليوم.